# Couchel
Couchel é uma aldeia portuguesa, localizada na freguesia de Santo André de Poiares, Município de Vila Nova de Poiares, Distrito de Coimbra, no limite sul com o Município da Lousã.

## Origem
Segundo uma resenha histórica sobre a restauração do concelho de Poiares, esta povoação começa a ser atestada por documentos do Mosteiro de Lorvão desde muito cedo. A Quinta de Couchel era uma importante propriedade do mosteiro, que foi demarcada e confrontada pelo Corregedor da Comarca de Coimbra e escrivão dos tombos do Mosteiro de Lorvão em 1787, ficando descrita da seguinte forma:
A quinta de Couchel parte do levante (oriente) com terras do Morgado, Senhor de Penacova, do poente com terras da Universidade de Coimbra, norte e sul com terras da Lousã e Ducado de Aveiro.
Segundo José Maria Dias Ferrão, os decretos de 1836 que formaram o primitivo concelho de Poiares (“Santo André de Poyares”, no Reinado de D. Maria II) incluiam “Valle da Clara, Couchel e metade de Framillo, fronteira que ainda hoje se mantém”. No Arquivo Nacional da Torre do Tombo em Lisboa podemos encontrar também, do ano de 1677, o “Livro do Tombo das Terras de Poyares & Couchel” e ainda o “Tombo dos reconhecimentos dos lugares de Couchel, Valdovas, Rouqueira e da Quinta da Coruveira e de Villar e do Crasto, e de Pereiros, e Soutello e de outros lugares, com seus casais, e demarcação pertencentes à renda de Santo Andre de Poiares, termo de Pennacova”. No Arquivo da Universidade de Coimbra, o “Rezumo do Tombo Novo de Couchel, anno de 1793” inclui detalhados registos, como bens e nomes de numerosos habitantes.

## Topónimo
Carolina Michaëlis de Vasconcelos relaciona a origem de conchelo com coucelo, uma planta crassulácea existente nos muros e telhados cujas folhas parecem conchinhas chatas (também conhecida por arroz dos telhados). Já Santos Agero defende que a origem de coucelo reside no latim “calicellu”, diminutivo de cálice. Em “Toponímia Moçárabe no Antigo Condado Conimbricense” é referido que esta hipótese será mais provável do que uma relação com a interjeição coch, coche ou cuch(e), usada para chamar o porco, a qual passou posteriormente a designar o próprio animal ou a sua cria. Menciona ainda que o português antigo possuía as formas cochom e cochõa, também aplicadas a pessoas de baixo nível.
Na crónica “Perguntar não ofende” da Comarca de Arganil, Zé dos Tojeiros (pseudónimo do Dr. Antonino Henriques da Moura Morta) assume ainda como hipótese, para além da conhecida planta conchelo, a configuração do terreno em forma de concha.

## Património
- Alminhas de Couchel
- Capela de Nossa Senhora do Amparo
- Casa das Fontainhas